# Почтальон (фильм, 1997)
«Почтальо́н» (англ. The Postman) — американская постапокалиптическая приключенческая драма 1997 года, экранизация одноимённого романа Дэвида Брина. Фильм повествует о приключениях странствующего актёра на северо-западе США после ядерной войны.
Рекламный слоган: «2013 год. Война искалечила Землю. Технологии утеряны. Наша единственная надежда на необычного героя».

## Сюжет
События разворачиваются в 2013 году, спустя несколько десятилетий после ядерной войны и последовавшего за ней распада современной цивилизации. По постапокалиптической пустыне, где когда-то была Юта, путешествует на муле кочевник (Кевин Костнер). Он является бродячим актёром, вместе со своим мулом показывает представление людям и тем самым кормится. Тем временем в округе хозяйничает армия холнистов (последователей Нэйтана Холна, живущих по его восьми законам и поддерживающих феодальный строй, именно поэтому символ холнистов — цифра «8») под предводительством «генерала» Бетлехема (Уилл Паттон). Холнисты регулярно собирают дань со всех посёлков в округе: берут провизию, полезные или ценные вещи и рекрутов. Однажды кочевник попадает в руки к холнистам в качестве рекрута.
Армия большая, каждого новобранца клеймят на правом плече цифрой «8». Все офицеры лично преданы Бетлехему, особенно капитан Айдахо (Джеймс Руссо), который исключительно жесток с новобранцами. Армия держится на дисциплине и страхе, единственное наказание за любой проступок — смерть. В безымянном кочевнике Бетлехем видит угрозу для себя, так как тот умён и независим. Тем не менее Бетлехем обещает сделать из кочевника офицера. Кочевника клеймят и дают ему прозвище «Шекспир» за отличное знание его стихов. Хотя кочевник и не впечатлён Бетлехемом и не желает сражаться за него, он всё же покоряется судьбе, так как знает, что попытка бегства грозит смертью.
Вызвав «Шекспира» к себе, Бетлехем признаётся, что до войны он был продавцом копировальной техники, хотя всегда знал, что рождён быть лидером. «Шекспира» отправляют на охоту и поручают найти в густых зарослях предположительно мёртвого (а возможно, только раненого) льва. Трое солдат уже отправились на охоту за этим львом и не вернулись. Обыскав заросли, он находит лишь мёртвого охотника. Возвращаясь из зарослей, «Шекспир» с трупом охотника на плечах проходит мост над горной рекой. Он понимает, что это, возможно, его единственный шанс к освобождению, и намеренно падает с моста в воду.
Уйдя от погони, «Шекспир» бредёт под дождём, не разбирая пути. Он устал и замёрз. Чтобы скрыться от холода и дождя, он забирается в разбитый почтовый фургон, в котором обнаруживает сумку с довоенными письмами. Чтобы согреться, «Шекспир» надевает форму почтальона и разжигает небольшой костёр из писем. От нечего делать он начинает читать письма.
Прихватив письма, кочевник в форме почтальона отправляется в странствия. Первый посёлок, который ему попадается, — Пайнвью (Pineview). Чтобы проникнуть за городские ворота, он притворяется почтальоном и заявляет, что его делегировало восстановленное правительство США, находящееся теперь в Миннеаполисе, и лично президент Ричард Старки. Чтобы окончательно убедить жителей городка, он зачитывает имена адресатов, пока не называет имя одной из горожанок. Это письмо, написанное её сестрой из Денвера пятнадцать лет назад. И хотя некоторые ещё сомневаются в его правдивости (в особенности шериф), большинство с радостью верит в возможность восстановления мира и порядка. Почтальон успевает вымыться и сбрить усы с бородой, что сильно меняет его внешность. Накормив Почтальона, горожане расспрашивают его о новом правительстве и, поверив рассказам, дают ему новые письма для доставки.
Почтальон вдохновляет своим примером юношу по имени Форд Линкольн Меркьюри (Лоренц Тейт), и тот присягает выдуманной почтовой службе. К Почтальону обращается женщина по имени Эбби (Оливия Уильямс) и просит его оплодотворить её, так как её муж не может иметь детей. Муж женщины также повторяет эту просьбу Почтальону. Почтальон неохотно соглашается и проводит с ней ночь, после чего покидает город. Некоторое время спустя во время обычного рейда по сбору дани в Пайнвью Бетлехем обнаруживает, что в городе работает почтовое отделение, а жители уверены, что правительство США восстановлено. Он считает это предательством и требует сжечь американский флаг и здание почты.

«Восстановив порядок», Бетлехем замечает Эбби, он хочет с ней переспать и просит на это разрешение у её мужа. Получив отказ, Бетлехем убивает его и увозит женщину силой. 

Холнисты штурмуют Беннинг. Кадр из фильма

Спустя время Бетлехем вновь сталкивается с неповиновением, на этот раз в городке Беннинг, штат Орегон. Людей вдохновили на сопротивление рассказы Почтальона, который в это время находится в форте Беннинг. Бетлехем решает взять город штурмом, несмотря на просьбу Почтальона забрать у города большую дань и уйти миром. Во время боя Эбби удаётся освободиться, ей в руки попадает винтовка.
Захваченного Почтальона лидер холнистов приговаривает к казни, однако Эбби в последний момент меткими выстрелами вносит сумятицу в ряды холнистов, и они с боем на лошади уходят от погони в горы. При этом Почтальона серьёзно ранят.
Почтальон с Эбби прячутся в охотничьем домике в Голубых горах. Он не желает больше встревать в неприятности, но она уговаривает его вернуться. С наступлением весны они спускаются в долину и встречают девочку-подростка, которая развозит почту. Это значит, что Форд Линкольн Меркьюри покинул Пайнвью и организовал почтовую службу, связавшую общины Тихоокеанского Северо-Запада. Кроме доставки писем, почтовая служба распространяет веру в восстановление правительства. Почтальон встречает Меркьюри в одном из городков и обнаруживает хорошо налаженную систему доставки почты.
Тем временем Бетлехем начинает охоту на посыльных, которая постепенно перерастает в небольшую войну. По мере того как гибнет всё больше и больше юношей и девушек, Почтальон решает, что обман зашёл слишком далеко, и распускает почтовую службу. Он пишет письмо Бетлехему, в котором сообщает о роспуске службы и о том, что восстановленного правительства нет. Форд Меркьюри не позволяет Почтальону лично доставить письмо и отправляется сам, понимая, что обратно уже не вернётся. Бетлехем получает письмо, но не верит, что всё кончилось. Он решает расстрелять Форда вместе с другим посыльным, пойманным ранее. Под прицелом расстрельной команды двое посыльных знакомятся. Второй посыльный — из Калифорнии, это значит, что процесс самовосстановления государства продолжает набирать обороты. Убив его, Бетлехем решает оставить Форда в качестве приманки для Почтальона.
Почтальон, Эбби и трое посыльных отправляются на запад, подальше от территории холнистов. Вскоре они приезжают в Бридж-Сити (Bridge City), посёлок, расположенный на дамбе старой гидроэлектростанции. Городом управляет человек, бывший до войны знаменитостью (Том Петти — играет сам себя). Беглецов настигают солдаты Бетлехема, и Том Петти решает помочь знаменитому Почтальону бежать, несмотря на угрозы холнистов.
Почтальон собирает в окрестных городках людей для финального сражения с холнистами. Однако, не желая больше проливать кровь, Почтальон вызывает Бетлехема на дуэль, воспользовавшись «правилом номер 7», действовавшим в армии холнистов. Согласно этому правилу, любой солдат может вызвать лидера на бой и, победив, занять его место. Только сейчас Бетлехему становится понятно, что сбежавший от него «Шекспир» и Почтальон — одно и то же лицо.
Бетлехем принимает вызов, и Почтальон его побеждает. Поверженный тиран не хочет мириться с поражением и пытается убить Почтальона после того, как тот его помиловал. Почтальона спасает полковник Гетти, некогда самый преданный среди офицеров Бетлехема. Он стреляетв в бывшего генерала, и Бетлехем гибнет.
Финальная сцена переносит зрителя в 2043 год (через 30 лет). Дочь Почтальона (Мэри Стюарт Мастерсон) торжественно открывает памятник своему великому отцу. На воде стоят яхты, все присутствующие одеты в новую чистую одежду, у некоторых в руках сложная фототехника. Почтальону удалось возродить цивилизацию, именно за это ему воздают почести.

## В ролях
| Актёр                 | Роль                            |
| --------------------- | ------------------------------- |
| Кевин Костнер         | почтальон                       |
| Уилл Пэттон           | генерал Бетлехем                |
| Лоренц Тейт           | Форд Линкольн Меркьюри          |
| Оливия Уильямс        | Эбби                            |
| Джеймс Руссо          | капитан Айдахо                  |
| Том Петти             | мэр Бридж-Сити                  |
| Дэниэл Фон Барген     | шериф городка Пайнвью           |
| Скотт Бейрстоу        | Люк                             |
| Джованни Рибизи       | солдат 20                       |
| Роберта Максвелл      | Ирен Марш                       |
| Джо Сантос            | полковник Гетти                 |
| Рон МакЛарти          | Старый Джордж                   |
| Брайан Энтони Уилсон  | Вуди                            |
| Пегги Липтон          | Эллен Марш                      |
| Рекс Линн             | Мерсер                          |
| Шон Хатози            | Билли                           |
| Райан Хёрст           | Эдди Марш                       |
| Чарльз Истен          | Майкл                           |
| Энни Костнер          | Энн Костнер                     |
| Ти О’Нил              | Дрю                             |
| Эллен Гир             | жительница Пайнвью              |
| Том Бауэр             | Ларри                           |
| Лили Костнер          | Лили Марш                       |
| Джо Костнер           | мальчик с письмом               |
| Джуди Эррера          | посыльная                       |
| Грэг Серано           | посыльный из Калифорнии         |
| Мэри Стюарт Мастерсон | Хоуп (Надежда), дочь Почтальона |
| Джозеф МакКенна       | капитан холнистов               |

## История создания
Концепция
По словам автора оригинальной книги и сценариста фильма Дэвида Брина, роман «Почтальон» был написан как ответ на все те постапокалиптические книги и фильмы, которые построены на идее деградации человечества и крушении цивилизации. Это история о том, что слишком многое мы воспринимаем как должное и что нам может очень не хватать тех мелочей, которые связывают нас вместе сегодня. Дэвид Брин видел главного героя последним идеалистом рухнувшей Америки, который в наше время всеобщего цинизма должен напомнить всем о той порядочности, что есть в душе́ у каждого.
Путь к экранизации
Спустя несколько месяцев после публикации романа «Почтальон», по совету своего агента Дэвид Брин спешно продал права на экранизацию первому желающему. Им стал продюсер Стив Тиш, который затем нанял опытного сценариста Эрика Рота сделать адаптацию книги для экрана. Брин, который поначалу был рад тому, что адаптацией занимается именитый мастер, вскоре вынужден был пожалеть о своём поспешном решении. Эрик Рот, получивший карт-бланш на работу со сценарием, полностью переработал книгу, и, по словам Брина, «перевернул с ног на голову всю моральную сторону Почтальона».
В результате даже после полудюжины сомнительных переделок сценарий к «Почтальону» приобрёл дурную славу в Голливуде, оттолкнув таких звёзд, как Том Хэнкс и Рон Ховард, заинтересовавшихся было оригинальной идеей. Перечитывая один вариант сценария за другим, Брин, наконец, окончательно разочаровался в Голливуде и решил бросить затею с экранизацией. Несмотря на это, всё новые и новые предложения от разных сценаристов продолжали поступать.
В то время, когда разные киностудии боролись за право экранизировать «Почтальона», жена Дэвида Брина, посмотрев «Поле его мечты» с Кевином Костнером, предложила, чтобы именно он сыграл Почтальона. Брин согласился, что эмоции, создаваемые «Полем его мечты», соответствуют смыслу, заложенному в «Почтальоне». Десятилетием позже, когда Костнер стал настоящим режиссёром, творческому союзу удалось состояться. По словам Брина, Кевин Костнер сразу же согласился с первоначальной задумкой автора. По их общему мнению, злой, непоследовательный и жадный центральный персонаж — совсем не то, что нужно показать зрителю. Костнер выбросил старый сценарий, в котором моральная сторона романа была перевёрнута с ног на голову, и нанял сценариста Брайана Хелгеленда. По утверждению Брина, их совместная работа спасла душу главного героя и вернула всей истории основную мораль — надежду.
В интервью таблоиду «Metro» перед началом съёмок фильма Брин высказал надежду, что «Почтальон» вынесет на первое место чувство общности, общины из «Поля его мечты» вместо одиночества и неприкаянности «Безумного Макса» и костнеровского «Водного мира». Брин говорит, что вместо типичного постапокалиптического кино, в котором реализованы фантазии маленького человека о мире без правил, в «Почтальоне» основная идея в том, что если мы потеряем нашу цивилизацию, то неизбежно поймем, сколь многого лишились, поймем, что чудо — это просто получать почту каждый день.

## Съёмки
Съёмки под руководством Кевина Костнера проходили в штатах Вашингтон (Metaline Falls, Fidalgo Island), Орегон и Аризона (Тусон).
Городки Пайнвью и Беннинг оба снимались в небольшом городке Metaline Falls в штате Вашингтон.
Кевин Костнер как режиссёр и продюсер задействовал в фильме троих собственных детей: Энни Костнер, Лили Костнер и Джо Костнер.
Выдуманного главным героем президента США зовут Ричард Старки; это настоящее имя барабанщика The Beatles Ринго Старра.
Настоящее имя главного героя нигде не упоминается.

## Отзывы
«Почтальон» получил преимущественно негативные отзывы.
New York Times раскритиковал фильм за фальшивый сентиментализм и приторный джингоизм.
Известный американский критик Роджер Эберт описал «Почтальона» как добрый, но тупой и претенциозный фильм. Хотя Эберт и назвал фильм неудачной притчей, тем не менее он заметил, что создателей не стоит винить за попытку. На шоу «At the Movies», где обсуждаются вновь вышедшие фильмы, ведущие Джин Сискель и Роджер Эберт дали фильму «Два больших пальца вниз». А Джин Сискель назвал картину «Танцы с собой» (намёк на оскароносный костнеровский «Танцующий с волками»), критикуя сцену со статуей в конце фильма.
Фильм получил пять наград Золотая малина: в номинациях худший фильм года, худший актёр, худшая режиссура, худший сценарий и худшая кинопесня. «Почтальон» победил во всех номинациях, в которых участвовал, и стал единственным фильмом, которому это удалось.
Зрители также не удостоили фильм особым вниманием. При бюджете 80 миллионов долларов в американском кинопрокате удалось собрать около 17 миллионов, что, безусловно, явилось кассовым провалом.